# Студентське самоврядування в зарубіжних країнах
Студе́нтське самоврядува́ння є формою самоорганізації студентів, самостійною громадською діяльністю, механізмом представництва й відстоювання своїх прав і, найголовніше, можливістю самореалізації студента як відкритої, цілеспрямованої та освіченої особистості.

### Студентське самоврядування в європейських країнах
Студентське самоврядування в європейських країнах має такі відмінності від вітчизняного: широкі повноваження ОСС, які закріплені законодавчо та в статутах ВНЗ, а також є просто традиційними, ніде не зафіксованими; фінансування діяльності ОСС з боку адміністрації; відповідне забезпечення ОСС приміщенням, технікою, зв'язком; ОСС мають статус юридичної особи; прямі й таємні вибори до ОСС; відсутність студентських профспілок; інше ставлення адміністрації, викладачів та самих студентів до ролі студентства й студентського самоврядування .

### Студентське самоврядування у Великій Британії
У Великій Британії студентська спілка, студентський уряд або студентська рада існують у багатьох коледжах та університетах і часто мають власні будівлі або приміщення на території університету, займаються соціальною та організаційною діяльністю студентів. У деяких закладах студентські спілки за своїми формальними ознаками нагадують спілки праці, але фактично себе профспілками не позиціонують. Багато студентських спілок є вкрай заполітизованими. Відтак вони дуже часто відіграють роль навчальних центрів, які готують політиків, а також сприяють політичній кар'єрі своїх членів. У Великій Британії голова студентської ради, т. зв. «Sabbatical officer», є керівником, який працює повний робочий день і отримує заробітну плату. Більшість студентських рад також мають керівників, які працюють повний та неповний робочий день і не отримують зарплату: т. зв. «non-sabbatical officers». Всі студентські ради ВНЗ мають потужне фінансування. Матеріальну допомогу їм надають університети, державні установи, спонсори.

### Студентське самоврядування у Франції
У Франції студенти мають можливість бути представленими у різноманітних установах вищої освіти на всіх інституційних рівнях. Крім того, студенти можуть вступати в об'єднання на кшталт асоціацій і синдикатів. Однак найпрестижнішим є представництво студентів на рівні університетів. Університет функціонує за допомогою трьох центральних рад: адміністративної ради, ради з питань навчання і університетського життя та наукової ради. Вибори до всіх трьох рад проводяться одночасно за окремими списками. Студенти обираються терміном на 2 роки, викладачі та адміністратор — на 4 роки. Студенти, обрані до цих рад, також представлені у різноманітних університетських комісіях, зокрема дисциплінарній та соціальній.

### Студентське самоврядування в США
Студентський уряд у США тлумачать як лабораторію для самореалізації молоді в умовах жорстких ринкових відносин та глобалізації суспільства. З огляду на це в американських ВНЗ практикують регламентацію діяльності кожної організації власною, самостійно розробленою Конституцією та Статутом. Такий підхід сприяє вихованню поваги до Закону, навчає студентів поважати особисті права та свободи, толерантно ставитися до свобод і прав інших громадян, відповідально виконувати обов'язки, налагоджувати стосунки на основі тактовності, справедливості та чесної конкуренції. Так, наприклад, Студентська асоціація (The Student's Association (SA)) Гарвардської бізнес-школи є основним посередником між адміністрацією університету і студентською громадою. Окрім цього, студентська асоціація забезпечує ефективний зв'язок між студентами університету та іншими інституціями. Студентська асоціація опікується роботою 70 клубів, серед яких «Європейський клуб», «Асоціація Східної Європи», «Фінансист», «Гольф клуб» та ін.